# Novovasîlivka, Vilneansk
Novovasîlivka (în ucraineană Нововасилівка) este un sat în comuna Pavlivske din raionul Vilneansk, regiunea Zaporijjea, Ucraina.

## Demografie
Componența lingvistică a localității Novovasîlivka
     Ucraineană (90,97%)
     Rusă (8,8%)
Conform recensământului din 2001, majoritatea populației localității Novovasîlivka era vorbitoare de ucraineană (90,97%), existând în minoritate și vorbitori de rusă (8,8%).